# Dajus mysidis
Dajus mysidis is een pissebed uit de familie Dajidae. De wetenschappelijke naam van de soort is voor het eerst geldig gepubliceerd in 1846 door Henrik Nikolai Krøyer.